# قلعه تاکاتنجین

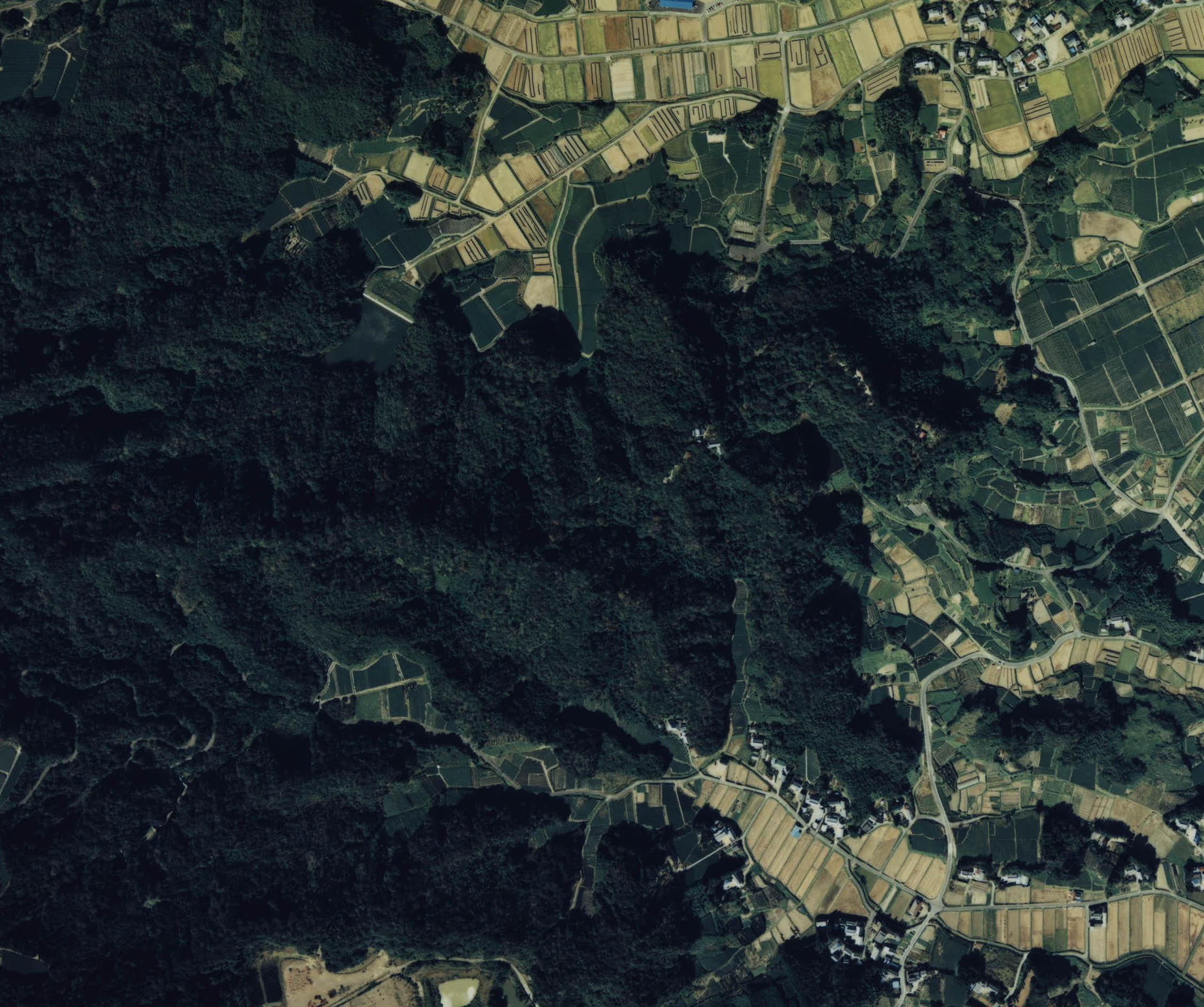
عکس هوایی از محل قلعه کوتسوکاگه بر روی کوه

قلعه تاکاتنجین (به ژاپنی: 高天神城) یک قلعه ژاپنی در ولایت توتومی (امروزه غرب استان شیزوئوکا، شهر کاکه‌گاوا، شیزوئوکا) در ژاپن بود. این قلعه دراوایل قرن شانزدهم ساخته شده بود. در دوره سنگوکو بر سر تصاحب آن جنگ شدیدی بین تاکدا شینگن و تاکدا کاتسویوری و از طرف دیگر توکوگاوا ایه‌یاسو درگرفت.